# Nam Tae-hee
Nam Tae-hee (en coreano: 남태희; Busan, 3 de julio de 1991) es un futbolista surcoreano. Juega como centrocampista y su equipo es el Jeju United F. C. de la K League 1.

## Selección nacional
Ha sido internacional con la selección de fútbol de Corea del Sur, con la que ha jugado cinco partidos en 2011 y 2012. Participó con su selección en los Juegos Olímpicos de Londres 2012, donde Corea del Sur consiguió la medalla de bronce.

### Goles internacionales
| # | Fecha                   | Lugar                                                             | Oponente     | Gol | Resultado | Competición                                |
| - | ----------------------- | ----------------------------------------------------------------- | ------------ | --- | --------- | ------------------------------------------ |
| 1 | 10 de octubre de 2014   | Estadio de Cheonan, Cheonan, Corea del Sur                        | Paraguay     | 2–0 | 2–0       | Amistoso                                   |
| 2 | 13 de enero de 2015     | Estadio Canberra, Canberra, Australia                             | Kuwait       | 1–0 | 1–0       | Copa Asiática 2015                         |
| 3 | 12 de noviembre de 2015 | Estadio Mundialista de Suwon , Suwon, Corea del Sur               | Birmania     | 4–0 | 4–0       | Clasificación para la Copa Mundial de 2018 |
| 4 | 15 de noviembre de 2016 | Estadio Mundialista de Seúl, Seúl, Corea del Sur                  | Uzbekistán   | 1–1 | 2–1       | Clasificación para la Copa Mundial de 2018 |
| 5 | 7 de septiembre de 2018 | Estadio de Goyang, Goyang, Corea del Sur                          | Costa Rica   | 2–0 | 2–0       | Amistoso                                   |
| 6 | 20 de noviembre de 2018 | Centro de Deportes y Atletismo de Queensland, Brisbane, Australia | Uzbekistán   | 1–0 | 4–0       | Amistoso                                   |
| 7 | 5 de junio de 2021      | Estadio de Goyang, Goyang, Corea del Sur                          | Turkmenistán | 2–0 | 5–0       | Clasificación para la Copa Mundial de 2022 |

## Clubes
| Club                | País          | Año       |
| ------------------- | ------------- | --------- |
| Valenciennes F. C.  | Francia       | 2009-2011 |
| Al-Duhail S. C.     | Catar         | 2012-2019 |
| Al-Sadd S. C.       | Catar         | 2019-2021 |
| Al-Duhail S. C.     | Catar         | 2021-2023 |
| Yokohama F. Marinos | Japón         | 2023-2024 |
| Jeju United F. C.   | Corea del Sur | 2024-     |

## Logros

### Al-Duhail
- Liga de fútbol de Catar: 2011-12, 2013-14, 2014-15, 2016-17, 2017-18, 2022-23
- Copa del Emir de Catar: 2016, 2018, 2022
- Copa de las Estrellas de Catar: 2022-23
- Copa del Jeque Jassem: 2015, 2016
- Copa Príncipe de la Corona de Catar: 2013, 2015, 2018, 2023

### Al-Sadd
- Liga de fútbol de Catar: 2020-21
- Copa del Emir de Catar: 2020, 2021
- Copa de las Estrellas de Catar: 2019-20
- Copa del Jeque Jassem: 2019
- Copa Príncipe de la Corona de Catar: 2020, 2021